# Alaattin Baydar
Alaattin Baydar Nazikioğlu (ur. 1901 w Stambule, zm. 13 lipca 1990 tamże) – turecki piłkarz występujący na pozycji pomocnika lub napastnika, reprezentant Turcji w latach 1923–1928, olimpijczyk.
Przez całą karierę związany był z Fenerbahçe SK, gdzie nadano mu przydomek boiskowy „Ala”, będący zdrobnieniem jego imienia. Uznawany za jednego z najlepszych i najbardziej rozpoznawalnych piłkarzy w historii tego klubu. Szacuje się, iż w 362 meczach w barwach Fenerbahçe zdobył 324 gole. Z reprezentacją Turcji uczestnik dwóch turniejów olimpijskich.

## Kariera klubowa
Grę w piłkę nożną rozpoczął w wieku 9 lat w młodzieżowym zespole Fenerbahçe SK, którego współzałożycielem był jego brat Nasuhi. Z powodu wybuchu I wojny światowej piłkarze tego klubu zostali objęci mobilizacją wojskową, co pozwoliło mu w wieku 14 lat na przejście do składu pierwszej drużyny.

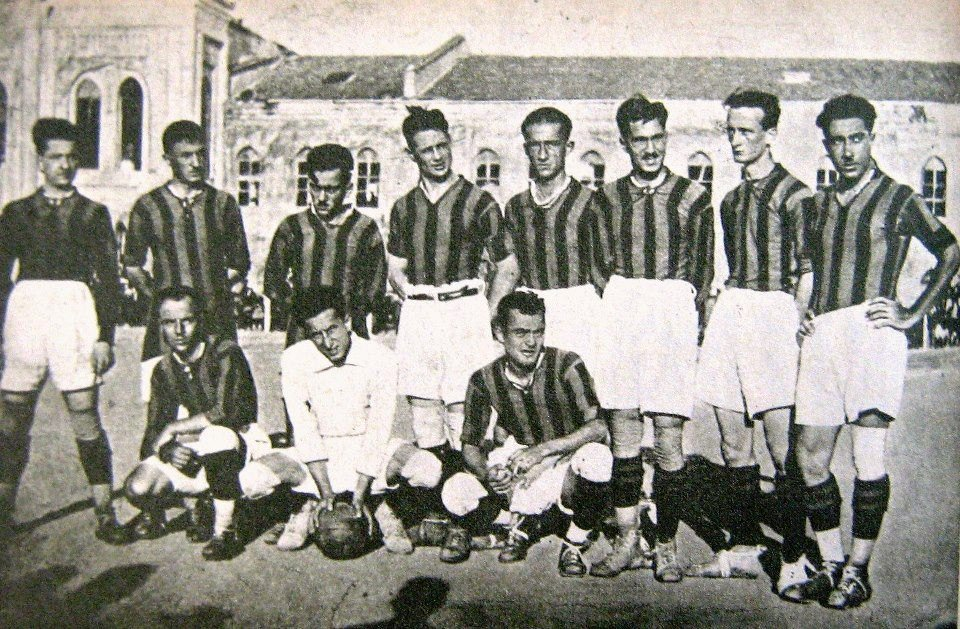
Baydar (dolny rząd, pierwszy od prawej) w barwach Fenerbahçe SK (sezon 1922/23)

W 1915 roku rozpoczął grę w Istanbul Cuma Ligi, która nie została rozwiązana na czas działań wojennych. Na mocy rozejmu z Mudros z 1918 roku Imperium Osmańskie znalazło się pod okupacją armii brytyjskiej, francuskiej oraz włoskiej, co spowodowało zawieszenie wszelkich rozgrywek w latach 1918–1920. Baydar w tym okresie brał udział w meczach i turniejach towarzyskich jako gracz Fenerbahçe oraz Altınordu İdman Yurdu SK (1919). Spotkania zazwyczaj rozgrywane były przeciwko drużynom złożonym z żołnierzy sił okupacyjnych, co ze względów politycznych powodowało duże zainteresowanie lokalnej ludności i przyczyniło się do znacznej popularyzacji piłki nożnej w Imperium Osmańskim.
W 1920 roku Baydar w barwach Fenerbahçe SK rozpoczął grę w reaktywowanej Istanbul Cuma Ligi, którą wygrał w sezonie 1920/21 oraz 1922/23. W czerwcu 1923 roku zwyciężył w prestiżowym turnieju General Harrington Cup, pokonując 2:1 złożony z żołnierzy i zawodowych piłkarzy zespół Coldstream Guards. W 1923 roku, po wycofaniu obcych wojsk z terenu kraju, rozpoczął grę w nowo utworzonej İstanbul Futbol Ligi, w której rywalizowały kluby ze Stambułu. Linia ataku, którą stworzył z Zekim Rızą Sporelem i Bekirem Refetem uznawana jest za jedną z najsilniejszych formacji ofensywnych w historii tureckiej piłki nożnej. W sezonie 1929/30 wygrał z Fenerbahçe rozgrywki Futbol Ligi, osiągając przewagę 3 punktów nad Galatasaray SK. Latem 1934 roku zakończył karierę zawodniczą.

## Kariera reprezentacyjna

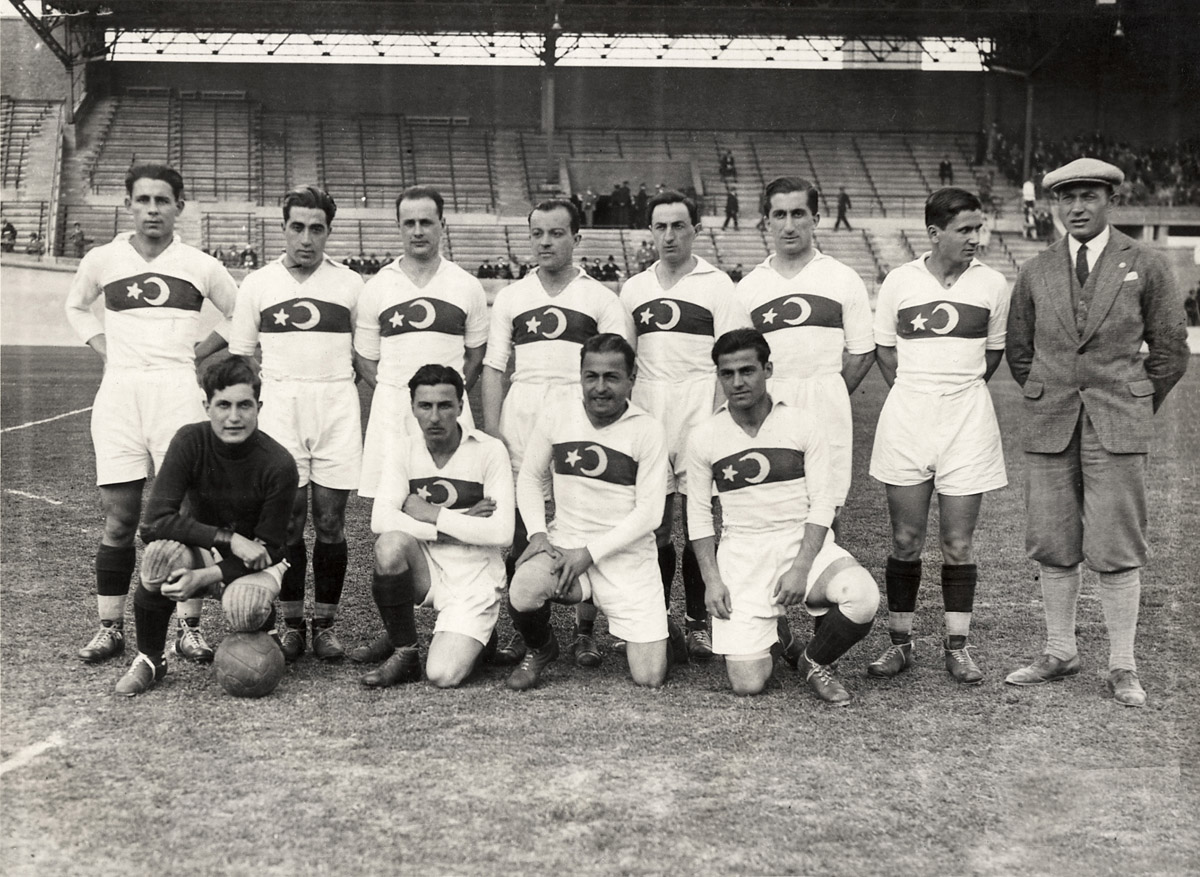
Baydar (górny rząd, czwarty od lewej) na Igrzyskach Olimpijskich 1928

26 października 1923 zadebiutował w reprezentacji Turcji w zremisowanym 2:2 meczu towarzyskim z Rumunią w Stambule. Wystąpił na igrzyskach olimpijskich w 1924 i 1928 roku, na których Turcja dwukrotnie odpadła z rywalizacji w 1. rundzie przegrywając odpowiednio z Czechosłowacją (2:5) i Egiptem (1:7). Ogółem w latach 1923–1928 rozegrał on w drużynie narodowej 16 spotkań w których strzelił 1 gola.

## Życie prywatne
Pochodził z arystokratycznej rodziny. Miał troje rodzeństwa: brata Nasuhiego, który jest jednym ze współzałożycieli klubu Fenerbahçe SK, oraz siostry Fahrünnisę i Melek. Zmarł 13 lipca 1990 w Stambule. Dwa dni później został pochowany na Cmentarzu Karacaahmet.